# Akner (Lorri)
Akner – wieś w Armenii, w prowincji Lorri. W 2011 roku liczyła 512 mieszkańców.